# L'Exécution du maréchal Ney
L'Exécution du maréchal Ney ou La Mort du maréchal Ney est un tableau de Jean-Léon Gérôme.
Il représente le maréchal français Michel Ney juste après son exécution, le 7 décembre 1815, avec le peloton d'exécution en fond.
Le tableau appartient aux collections du Sheffield Galleries and Museums Trust (en) depuis 1931.